# Cargolet de Guarayos
El cargolet de Guarayos (Cantorchilus guarayanus) és un ocell de la família dels troglodítids (Troglodytidae).

## Hàbitat i distribució
Habita el sotabosc i zones amb matolls, prop de l'aigua. a les terres baixes del nord i est de Bolívia, oest de Brasil i nord de Paraguai.